# Anolis fairchildi
Anolis fairchildi är en ödleart som beskrevs av  Barbour och SHREVE 1935. Anolis fairchildi ingår i släktet anolisar, och familjen Polychrotidae. Inga underarter finns listade i Catalogue of Life.